# Еліацмінда
Еліацмінда (груз. ელიაწმინდა) — село в Грузії.
За даними перепису населення 2014 року в селі проживає 116 осіб.